# Spiraea vanhouttei
Spiraea vanhouttei là loài thực vật có hoa trong họ Hoa hồng. Loài này được (Briot) Carrière miêu tả khoa học đầu tiên năm 1876.

## Hình ảnh

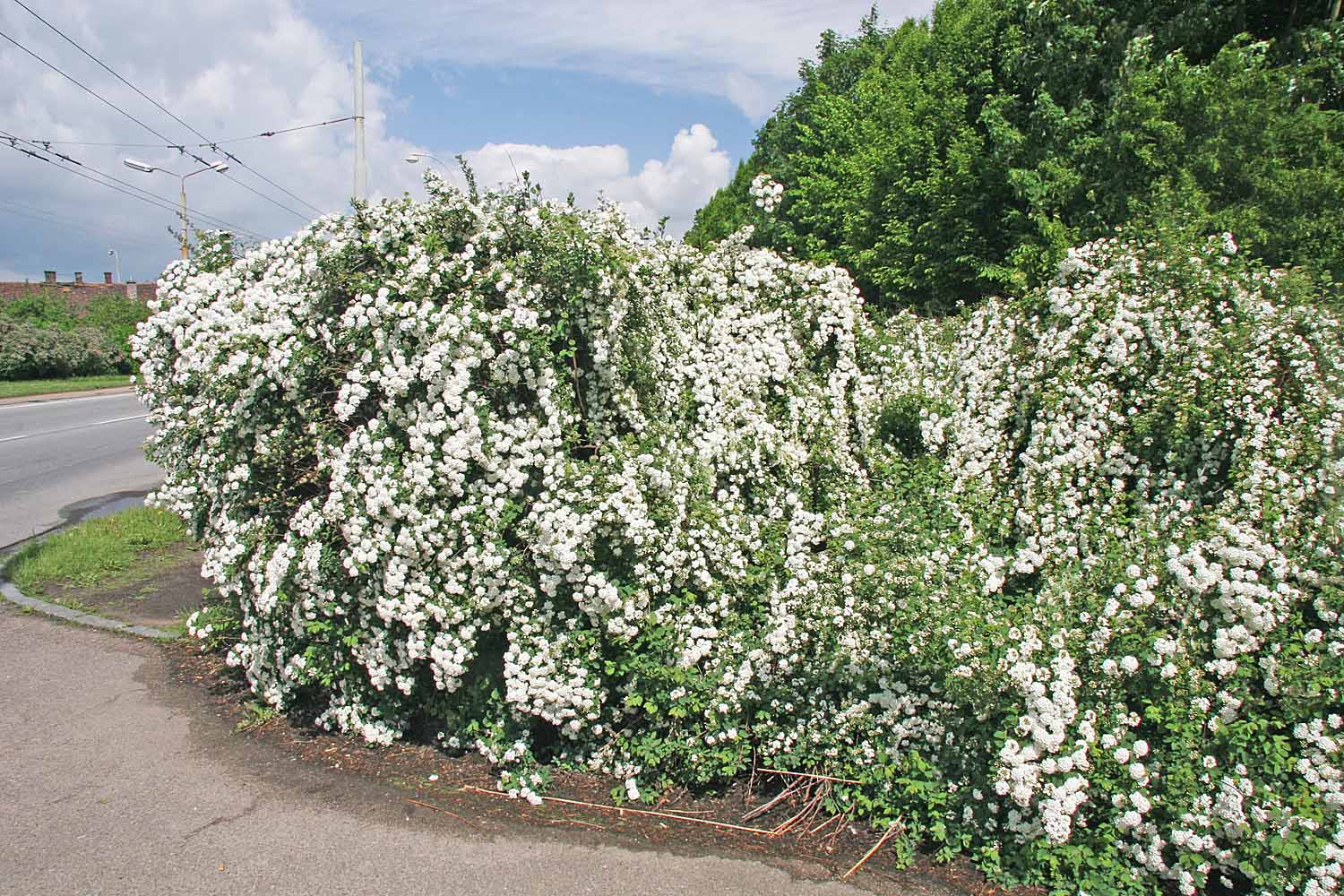